# Девід Като
Девід Като (англ. David Kato; 13 лютого 1964 — 26 січня 2011) — учитель і ЛГБТ-активіст, який вважається одним з організаторів руху за права сексуальних меншин в Уганді. На громадських засадах він працював в неурядовій організації Уганди, що займається захистом прав ЛГБТ-осіб в країні, де гомосексуальні стосунки вважаються злочином.

## Життєпис
Народився в районі Муконо (Центральна область).

## Вбивство
Девід був убитий на початку 2011 року, незабаром після перемоги в судовому процесі проти місцевого таблоїда Rolling Stone, відомого в минулому своїми гомофобними публікаціями, який на своїх сторінках розмістив його ім'я і фотографію, закликаючи до розправ над гомосексуалами.
Під час розмови по телефону у власному будинку Като зазнав нападу з боку зловмисника, який вдарив його по голові молотком принаймні два рази, після чого Девід помер по дорозі в лікарню.